# Neudau
Neudau osztrák mezőváros Stájerország Hartberg-Fürstenfeld járásában. 2017 januárjában 1459 lakosa volt.

## Elhelyezkedése

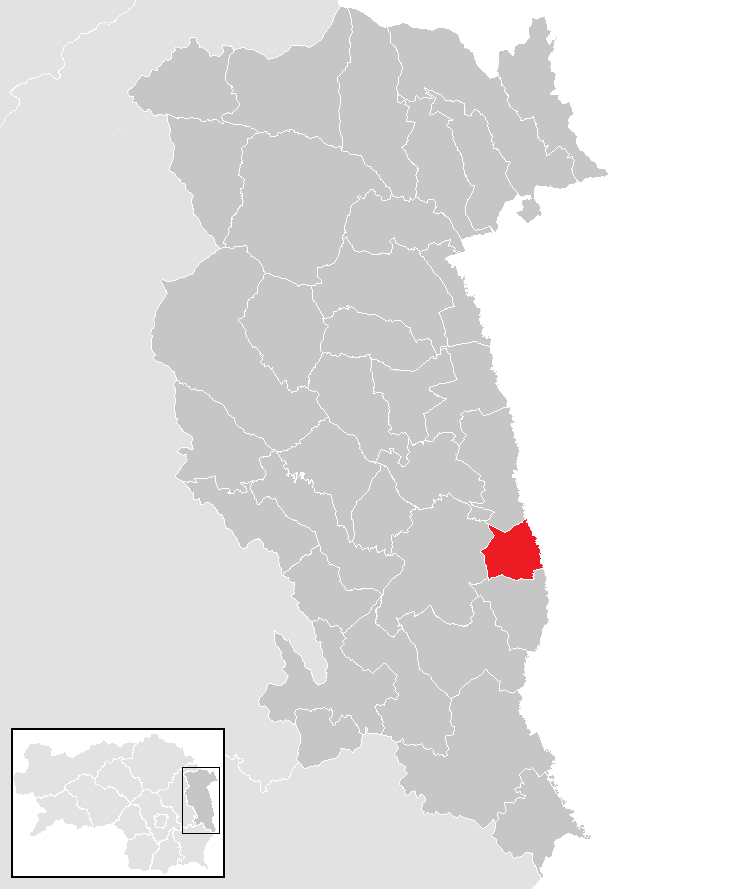
Neudau a Hartberg-fürstenfeldi járásban

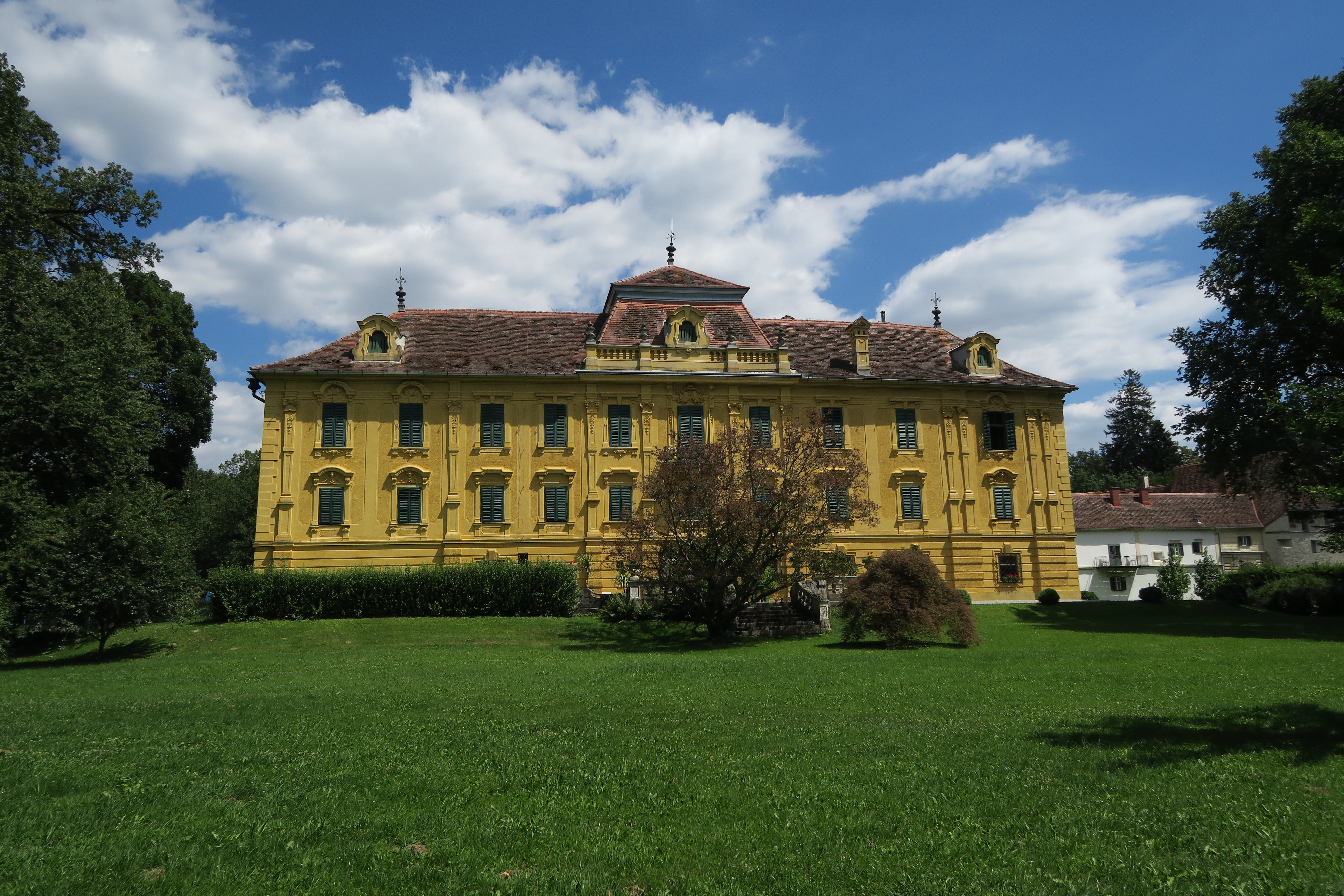
A Wasserschloss ("Vízivár")

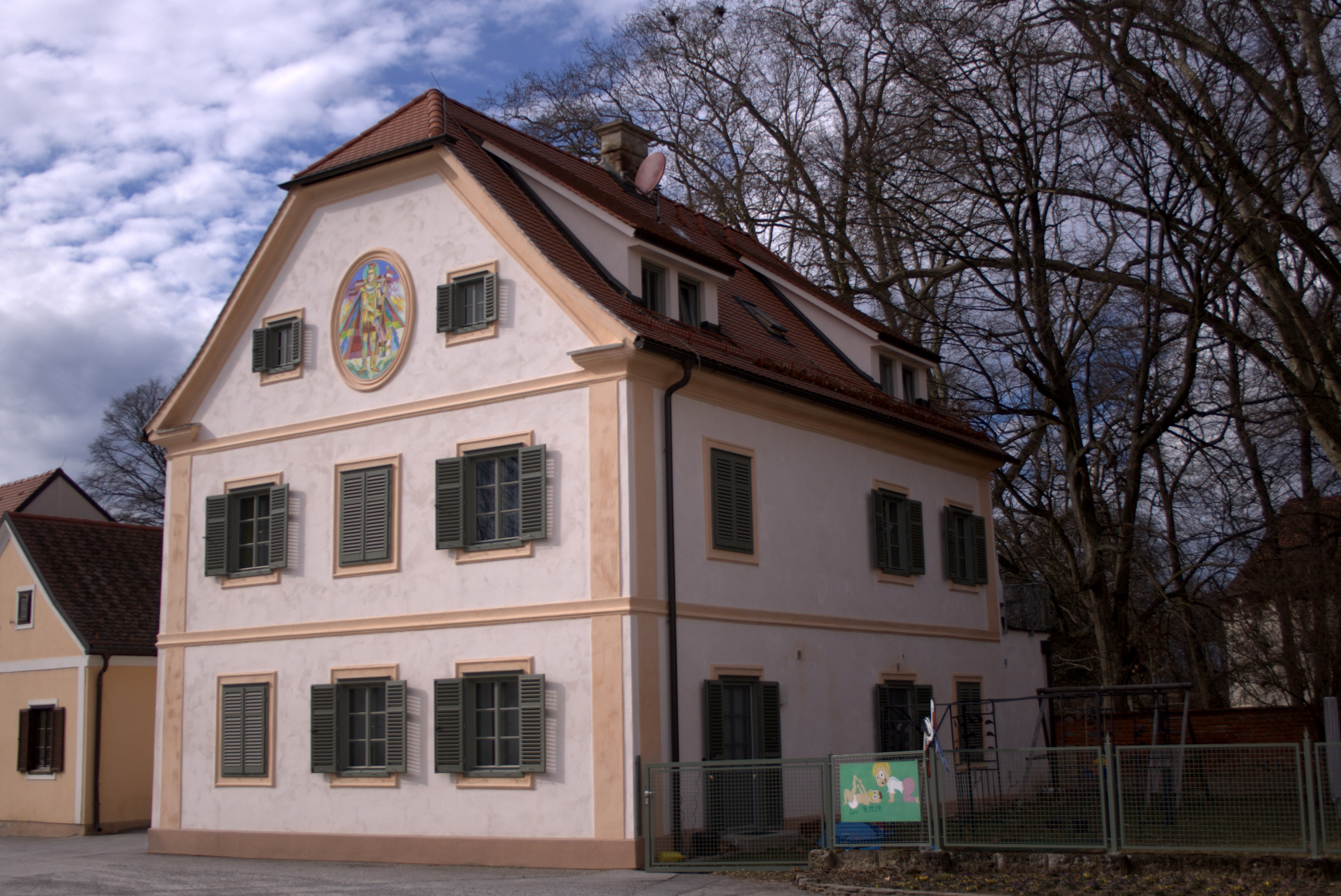
A régi városháza

Neudau a Kelet-stájerországi dombság keleti peremén fekszik, kb 15 km-re délkeletre a járási központ Hartbergtől és 50 km-re keletre Graztól. Legfontosabb folyóvize a Lapincs, amely keleti határát (és egyben a stájer-burgenlandi határt) alkotja. Két nagyobb tava van, a Fuchsschweifteich és a Große Neudauer Teich. Területének nyugati részét a Neudaui erdő borítja. Az önkormányzat 2 települést egyesít: Neudau (1217 lakos) és Unterlimbach (250 lakos).  
A környező önkormányzatok: délre Burgau, nyugatra Bad Waltersdorf, északra Rohr bei Hartberg, északnyugatra Vághegy (Burgenland), keletre Burgóhegy-Magashegy (Burgenland).

## Története
Neudau területe a régészeti leletek tanúsága szerint már 2500 éve is lakott volt. A kelta korszakból tűzhelyeket, cserépedényeket és egy vasfibulát találtak. A halomsírok és római sírkövek alapján a közvetlenül az időszámítás kezdete előtt kezdődő római korszakban Kelet-Stájerország viszonylag sűrűn lakott volt. A népvándorlás korában azonban a régió elnéptelenedett és szlávok telepedtek meg, majd az Avar Kaganátus hajtotta uralma alá. A jelenlegi helyi folyónevek szláv eredetűek. A 9. század végén a honfoglaló magyarok terjesztették ki ide fennhatóságukat, majd az augsburgi csata után a németek visszatolták a határt egészen a Lapincsig. Az elnéptelenedett határvidékre a 12. század végén-13. század elején kezdtek ismét német telepesek érkezni. Feltehetően ekkoriban létesült Neudau is a várával együtt, bár első említése csak 1371-ből származik: akkori ura, Gottschalk von Neuberg végrendeletében feleségére hagyta "Neydaw" várát és a mellette lévő falut. Ezzel szemben Unterlimbachot már 1170-ben megemlítik; akkor a Dunkelstein-nemzetség tulajdonában volt.  
A határmenti települést 1418 és 1711 között számos alkalommal feldúlták, hol a magyarok, a törökök, Bocskai hajdúi vagy Rákóczi kurucai. Az ellenséges hadak miatt tüzekkel figyelmeztető rendszert építettek ki a hegytetőkre; Neudauban a Hackkogel csúcsán volt ilyen állomás. Emellett - főleg a 16. század végén - pestis, később kolera dúlt a környéken. 1711 után német - elsősorban sváb - családokat telepítettek be Naudauba a megritkult lakosság pótlására.
A 18. század végén megindult a régió ipar fejlődése: 1789-ben a szomszédos Burgauban a Borckensteinek textilgyárat létesítettek, amely 1845-ben alüzemet hozott létre Neudauban. A gyárat 1870-ben jelentősen kibővítették. Ezzel párhuzamosan fellendült a kézműipar és a kereskedelem. A gazdaság fejlődését a világháborúk akasztották meg egy időre, de ennek ellenére 1959-ben Neudau mezővárosi rangot kapott. 
A 2015-ös stájerországi közigazgatási reform során a megszüntetett Limbach bei Neudau egyik katasztrális községét, Unterlimbachot Neudauhoz kapcsolták.   

## Lakosság
A neudaui önkormányzat területén 2017 januárjában 1459 fő élt. A lakosságszám 1951 óta 1350-1500 között ingadozik. 2015-ben a helybeliek 85,3%-a volt osztrák állampolgár; a külföldiek közül 1,2% a régi (2004 előtti), 11,5% az új EU-tagállamokból érkezett. 1,1% a volt Jugoszlávia (Szlovénia és Horvátország nélkül) vagy Törökország, 1% egyéb országok polgára. 2001-ben a lakosok 74,1%-a római katolikusnak, 4,8% evangélikusnak, 3,6% ortodox kereszténynek, 1,6% mohamedánnak, 7,3% pedig felekezet nélkülinek vallotta magát. Ugyanekkor 12 magyar (0,9%) élt a mezővárosban.

## Látnivalók
- a volt Wasserschloss kastélya (a középkor során árokkal körülvett vár) a 18. században nyerte el mai külsejét
- a Szt. András-plébániatemplom
- a műemlék régi városháza
- az 1765-ben állított Mária-oszlop

## Testvértelepülések
- Celldömölk (Magyarország)

## Fordítás
- Ez a szócikk részben vagy egészben  a   Neudau című német Wikipédia-szócikk ezen változatának fordításán alapul.  Az eredeti cikk szerkesztőit annak laptörténete sorolja fel. Ez a jelzés csupán a megfogalmazás eredetét és a szerzői jogokat jelzi, nem szolgál a cikkben szereplő információk forrásmegjelöléseként.